# Magdalena Bartoș
Magdalena Chezan-Bartoș (Bucarest, 23 luglio 1954) è un'ex schermitrice rumena, specialista del fioretto, vincitrice di cinque medaglie di bronzo ai Campionati mondiali di scherma.